# Fulgens radiatur
Fulgens radiatur è l'undicesima enciclica pubblicata da papa Pio XII il 21 marzo 1947.

## Contenuto
- I. La figura storica del patriarca
- II. Benemerenze di san Benedetto e del suo ordine per la Chiesa e per la civiltà
- III. Insegnamenti della regola benedettina al mondo contemporaneo
- IV. La ricostruzione del monastero di Montecassino, doveroso tributo di riconoscenza